# Brouwershaven
Brouwershaven (51° 44′ N, 3° 55′ L) é uma pequena cidade às margens da lagoa Grevelingen nos Países Baixos, na província de Zelândia. Brouwershaven pertence ao município de Schouwen-Duiveland, está situada a 20 km a sudoeste de Hellevoetsluis e a cerca de 10 km ao norte de Zierikzee.
Brouwershaven recebeu city rights em 1477.
Em 2001, a cidade de Brouwershaven tinha 1.307 habitantes. A área urbana da cidade é de 0,39 km², e tem 705 residências.
A área de Brouwershaven, que também inclui as partes periféricas da cidade, bem como a zona rural circundante, tem uma população estimada em 1.540 habitantes.

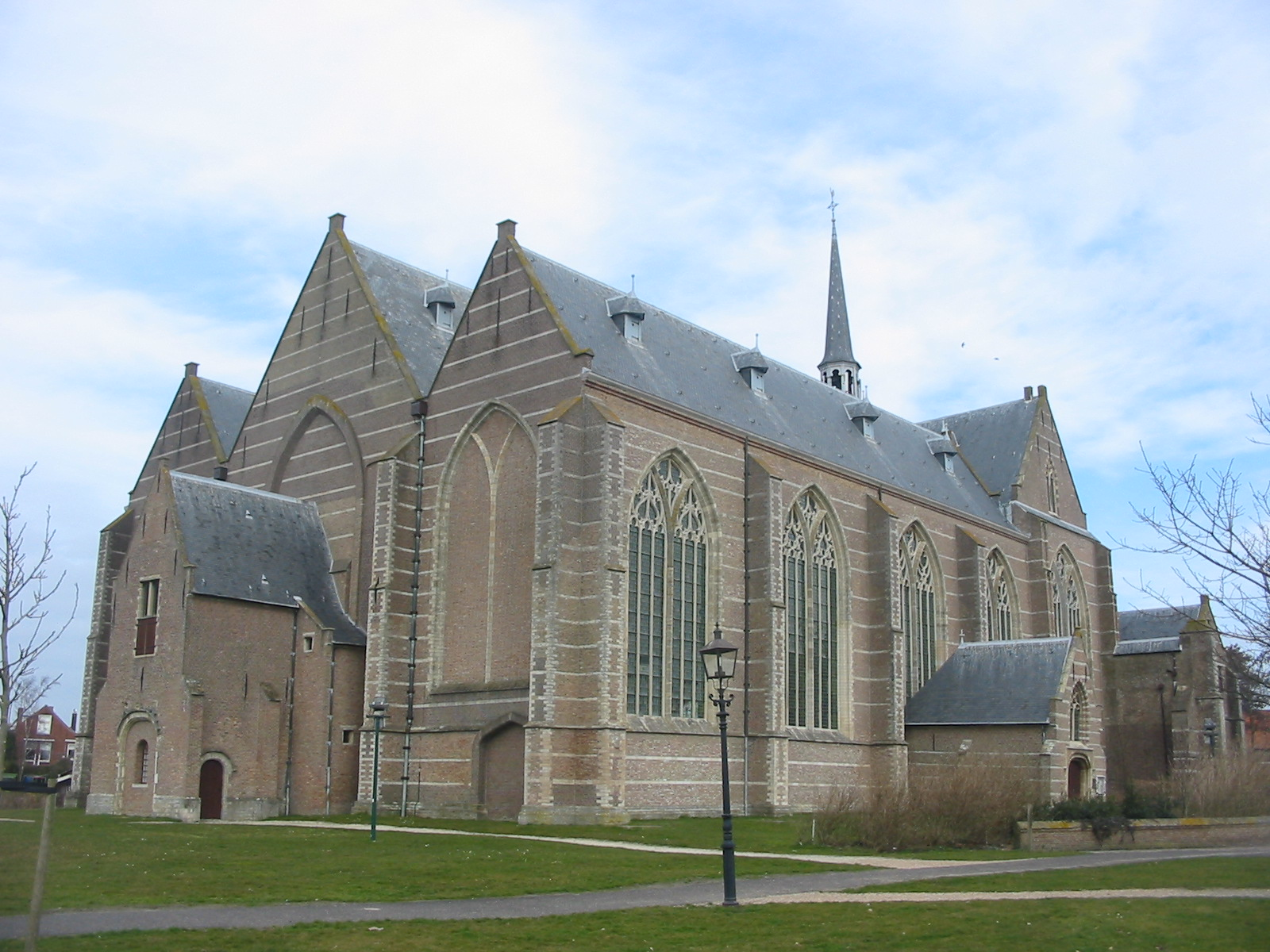
The Church of Brouwershaven looks very large for the nowadays small town.